# Aegon Classic 2013
Birmingham Classic 2013 — жіночий тенісний, що проходив на відкритих кортах з трав'яним покриттям. Це був 32-й турнір. Відбувся в Edgbaston Priory Club у Бірмінгемі (Англія) з 10 до 16 червня 2013 року. Несіяна Даніела Гантухова здобула титул в одиночному розряді.

## Учасниці основної сітки в одиночному розряді

### Сіяні
| Країна            | Гравчиня             | Рейтинг1 | Сіяна |
| ----------------- | -------------------- | -------- | ----- |
| Бельгія           | Кірстен Фліпкенс     | 21       | 1     |
| Росія             | Катерина Макарова    | 22       | 2     |
| Румунія           | Сорана Кирстя        | 30       | 3     |
| Австрія           | Таміра Пашек         | 33       | 4     |
| Німеччина         | Сабіне Лісіцкі       | 34       | 5     |
| Німеччина         | Мона Бартель         | 35       | 6     |
| Велика Британія   | Лора Робсон          | 37       | 7     |
| Польща            | Уршуля Радванська    | 40       | 8     |
| Бельгія           | Яніна Вікмаєр        | 41       | 9     |
| Китайський Тайбей | Сє Шувей             | 42       | 10    |
| Японія            | Моріта Аюмі          | 44       | 11    |
| Франція           | Крістіна Младенович  | 46       | 12    |
| Сербія            | Бояна Йовановські    | 47       | 13    |
| Велика Британія   | Гезер Вотсон         | 48       | 14    |
| Італія            | Франческа Ск'явоне   | 50       | 15    |
| Словаччина        | Магдалена Рибарикова | 52       | 16    |

- 1 Рейтинг подано станом на 27 травня 2013.

### Інші учасниці
Нижче наведено учасниць, які отримали вайлд-кард на участь в основній сітці:
- Енн Кеотавонг
- Джоанна Конта
- Тара Мур

Нижче наведено гравчинь, які пробились в основну сітку через стадію кваліфікації:
- Кейсі Деллаква
- Надія Кіченок
- Алла Кудрявцева
- Курумі Нара
- Алісон Ріск
- Марія Санчес
- Айла Томлянович
- Алісон ван Ейтванк

### Знялись з турніру
До початку турніру
- Маріон Бартолі
- Меллорі Бердетт
- Гарбінє Мугуруса
- Роберта Вінчі

## Учасниці основної сітки в парному розряді

### Сіяні
| Країна            | Гравчиня          | Країна            | Гравчиня       | Рейтинг1 | Сіяна |
| ----------------- | ----------------- | ----------------- | -------------- | -------- | ----- |
| США               | Ракель Копс-Джонс | США               | Абігейл Спірс  | 29       | 1     |
| Китайський Тайбей | Чжань Хаоцін      | США               | Лізель Губер   | 52       | 2     |
| Австралія         | Ешлі Барті        | Австралія         | Кейсі Деллаква | 66       | 3     |
| Словаччина        | Даніела Гантухова | Китайський Тайбей | Сє Шувей       | 67       | 4     |

- 1 Рейтинг подано станом на 27 травня 2013.

### Інші учасниці
Нижче наведено пари, які отримали вайлдкард на участь в основній сітці:
- Енн Кеотавонг /  Джоанна Конта
- Samantha Moore /  Мелані Саут

Пари, що взяли участь як запасні:
- Каталіна Кастаньйо /  Елені Даніліду

### Знялись з турніру
До початку турніру
- Джоанна Конта (травма поперекового відділу хребта)

Під час турніру
- Гезер Вотсон (травма грудного відділу хребта)

## фінал

### Одиночний розряд
- Даніела Гантухова —  Донна Векич, 7–6(7–5), 6–4

### Парний розряд
- Ешлі Барті /  Кейсі Деллаква —  Кара Блек /  Марина Еракович, 7–5, 6–4